# La Carte
La Carte est une nouvelle fantastique et de science-fiction de Marcel Aymé, parue dans La Gerbe en 1942.

## Historique
La Carte - Extraits du journal de Jules Flegmon paraît d'abord dans le journal La Gerbe du 2 avril 1942, puis dans le recueil de nouvelles Le Passe-muraille, le quatrième de l'auteur, en avril 1943.

Comme les autres nouvelles du recueil, elle reflète le sentiment d'absurdité et de morosité ressenti par la population pendant l'occupation, durant la Seconde Guerre mondiale.

## Résumé
La nouvelle est écrite sous la forme d'un journal intime, celui d'un écrivain qui découvre avec stupeur que désormais, d'après un décret du gouvernement, le temps de vie sera rationné pour économiser les vivres. Chaque catégorie de population se voit allouer un certain nombre de jours par mois selon son degré d'utilité ; les citoyens jugés indignes de vivre normalement reçoivent une carte munie de coupons, un par jour de vie. Les vieillards ne disposent que d'une semaine, les artistes de deux, au grand scandale de l'écrivain. Très vite, un trafic de coupons s'organise, (allusion au marché noir des denrées qui sévissait sous l'occupation), en défaveur des plus pauvres ; certaines personnes très riches commencent à pouvoir vivre plus de trente jours par mois, créant des tensions avec les « normaux » qui du coup regrettent leur privilège...
Le thème des inégalités sociales, de l'absurdité des discriminations sociales et raciales est traité par Marcel Aymé avec beaucoup d'ironie et d'humour, tout en donnant très sérieusement à réfléchir.

## Au cinéma
- 2011 : Time Out, film américain réalisé par Andrew Niccol , avec Justin Timberlake et Amanda Seyfried, reprend un thème similaire, en s'inspirant de la nouvelle Time is Money de Lee Falk (1975)